# Gibbafroneta gibbosa
Gibbafroneta gibbosa is een spinnensoort in de taxonomische indeling van de hangmatspinnen (Linyphiidae).
Het dier behoort tot het geslacht Gibbafroneta. De wetenschappelijke naam van de soort werd voor het eerst geldig gepubliceerd in 2004 door Merrett.